# Eduardo Quintela Bóveda
Eduardo Quintela Bóveda (San Cristóbal de Cea, 5 de julio de 1891 - Barcelona, agosto de 1968) fue un policía español que estuvo activo en Cataluña durante la Guerra Civil y el primer franquismo.

## Biografía
Inspector del Cuerpo General de Policía desde 1917, durante la Segunda República trabajó para Miquel Badia. Durante la Guerra Civil fue comisario jefe de la Sección de Servicios Especiales de Valladolid, donde fue felicitado públicamente en 1937 por consolidar la paz pública.
Al acabar la guerra civil fue destinado a Barcelona, donde trabajó con Pedro Polo Borreguero, con quien detuvo al asesino de Miquel Badia, Justo Bueno Pérez. En 1939 logró un gran éxito al detener a los miembros de CNT Eliseu Melis Díaz y Antoni Seba Amorós, que actuaron de confidentes para él hasta que Melis fue asesinado en 1947 por miembros de la CNT. En 1941 fue nombrado jefe de la Brigada de Investigación social, pero en 1945 se dividió en Brigada Político-Social y Servicios Especiales. Fue nombrado jefe de la Brigada Político-Social de Barcelona en 1945. El 2 de marzo de 1949 el grupo Los Maños liderado por Quico Sabater y Wenceslao Jiménez Orive intentó un atentado contra él a las calles Mallorca y Provenza de Barcelona, pero no iba al coche y en cuentas mataron los falangistas Manuel Piñol Ballester y José Tella Bavoy, jefe de deportes de la misma organización, y el chófer Antonio Norte Juárez. Se propuso el objetivo de acabar con el maquis libertario en Barcelona mediante un buen sistema de delatores e infiltrados que facilitaron la caída de dirigentes como Josep Lluís Facerías, ametrallado en el barrio de San Andrés de Palomar el 30 de agosto de 1957.
Ya jubilado en Galicia, participó en 1960 en la captura de Francesc Sabaté.